# Niklas Sundin
Niklas Sundin (født 13. august 1974) er en svensk guitarist fra Gøteborg, der spiller i de melodiske dødsmetalband Dark Tranquillity og Laethora.
Niklas skrev også de første tekster til Dark Tranquillitys album og til de to første In Flames album.
Han fortsatte med at oversætte Anders Fridéns tekster fra svensk til engelsk på de følgende plader, indtil Anders havde lært sig nok engelsk.
Niklas er også stifteren af Cabin Fever Media som blandt andet laver tegninger (CDcover) til metal bands. Han har for nylig udgivet en bog med tegninger og skitser. Niklas har lavet layout for bands som In Flames, Arch Enemy, Sentenced, Kryptos, og Fragments of Unbecoming, så vel også hans eget band.

## Diskografi som musiker

### Med Dark Tranquillity
- 1989: Enfeebled Earth (Single, udgivet under navnet Septic Broiler)
- 1991: Trail of Life Decayed (Demo)
- 1992: A Moonclad Reflection (EP)
- 1993: Tranquillity (Demokassette) (inkludere Trail of Life Decayed og A Moonclad Reflection)
- 1993: Skydancer
- 1995: Of Chaos and Eternal Night (MCD)
- 1995: The Gallery
- 1996: Enter Suicidal Angels (MCD)
- 1997: The Mind's I
- 1998: The World Domination (VHS)
- 1999: Projector
- 2000: Skydancer/Of Chaos and Eternal Night (genudgivelse)
- 2000: Haven
- 2002: Damage Done
- 2003: Live Damage (DVD)
- 2004: Exposures – In Retrospect and Denial
- 2004: Lost to Apathy (EP)
- 2005: Character
- 2007: Fiction

### MedSigh
- 2006: Gallows Gallery (Gæste guitarsolo)

### MedLaethora
- 2007: March of the parasite